# Pompilus cinereus
Pompilus cinereus (лат.) — вид дорожных ос (Pompilidae).

## Распространение
Старый Свет: от Палеарктики до Афротропики и Австралии.

## Описание
Длина: 4—14 мм (самки), 3—8 мм (самцы). Тело, включая ноги, обычно в густом налёте из серых прижатых волосков. Откладывают яйца на пауков.

## Систематика
Вид был описан первоначально в составе рода Sphex под именем Sphex cinereus Fabricius, 1775.